# Cyclanorbis elegans
Cyclanorbis elegans är en sköldpaddsart som beskrevs av  Gray 1869. Cyclanorbis elegans ingår i släktet Cyclanorbis och familjen lädersköldpaddor. IUCN kategoriserar arten globalt som nära hotad. Inga underarter finns listade i Catalogue of Life.
Skölden hos Cyclanorbis elegans kan troligtvis bli upp till 70 cm lång. Den hittills största skölden dokumenterades för en hanne med en längd av 67,6 cm. Individen vägde 20,4 kg. Den största kända honan hade en 51,6 cm lång sköld och en vikt av 11,3 kg.
Arten förekommer med flera från varandra skilda populationer vid floder i Afrika söder om Sahara. Sköldpaddan hittas från Ghana i väst till Etiopien i öst. Antagligen fördrar den stora floder med lerig botten. Det är nästan inget känt om levnadssättet.